# David Bordwell
David Bordwell   (Penn Yan, 23 de juliol de 1947 - Madison, 29 de febrer de 2024) va ser un teòric i historiador del cinema estatunidenc. D'ençà que es va doctorar a la Universitat d'Iowa l'any 1974, va escriure més de quinze volums referents a la teoria del cinema, com ara Narration in the Fiction Film (1985), Ozu and the Poetics of Cinema (1988), Making Meaning (1989), i On the history of film style (1997).
Conjuntament amb la seva esposa Kristin Thompson, Bordwell va escriure els llibres Film Art (1979) i Film History (1994). Amb el filòsof estètic Noël Carroll, Bordwell va editar l'antologia Post-Theory: Reconstructing Film Studies (1996), una polèmica sobre l'estat de la teoria del cinema contemporània. La seva obra més canònica fins ara segueix essent The Classical Hollywood Cinema: Film Style and Mode of Production to 1960 (1985), escrita en col·laboració amb Kristin Thompson i Janet Staiger. A més d'això, diversos dels seus articles més influents sobre teoria, narrativa i estil es van recopilar a Poetics of Cinema (2007), batejat com a homenatge a la famosa antologia de teoria del cinema formalista rus Poetika Kino, editada per Borís Eikhenbaum l'any 1927.
Bordwell va passar gairebé tota la seva carrera com a professor de cinema a la Universitat de Wisconsin. Els teòrics del cinema notables que van escriure les seves tesis sota el seu consell inclouen Edward Branigan, Murray Smith i Carl Plantinga.

## Carrera
Inspirant-se en teòrics del cinema anteriors com Noel Burch, i en l'historiador de l'art Ernst Gombrich, Bordwell va contribuir amb llibres i articles a l'estudi del cinema clàssic i contemporani de Hollywood i els estil cinematogràfics de l'Àsia oriental. No obstant això, els seus treballs més influents i controvertits van tractar sobre la teoria cognitiva del cinema (Narration in the Fiction Film és un dels primers volums sobre aquest tema), la poètica històrica de l'estil cinematogràfic i les crítiques de la teoria i l'anàlisi del cinema contemporani (essent Making Meaning i Post-Theory les seves publicacions més rellevants sobre aquesta temàtica).

### Neoformalisme
Bordwell va estar sovint associat amb un enfocament metodològic conegut com a neoformalisme, tot i que la seva esposa, Kristin Thompson, va escriure més extensament sobre aquest enfocament. El neoformalisme és un enfocament de l'anàlisi del cinema basat en les observacions fetes per primera vegada pels teòrics literaris coneguts com els formalistes russos: que afirmen que «hi ha una distinció entre les propietats perceptives i semiòtiques d'una pel·lícula (i que els teòrics del cinema generalment han exagerat el paper dels codis textuals en l'anàlisi d'elements bàsics com la diegesi i el tancament)».
Gran part del treball de Bordwell té en compte els processos cognitius de l'espectador de la pel·lícula que tenen lloc en percebre les formes no textuals i estètiques del film. Aquesta anàlisi té en compte com les pel·lícules guien la nostra atenció cap a la informació narrativa destacada i com les pel·lícules participen en la «desfamiliarització», un terme formalista que fa referència a com l'art ens mostra objectes, conceptes familiars i fórmules d'una manera que ens anima a experimentar-los com si fossin noves entitats.
Els neoformalistes rebutgen molts supòsits i metodologies fetes per altres escoles d'estudi cinematogràfic, especialment els enfocaments hermenèutics (interpretatius), entre els quals destaca la psicoanàlisi lacaniana i certes variacions del postestructuralisme. A Post-Theory: Reconstructing Film Studies, Bordwell i Noël Carroll argumenten en contra d'aquest tipus d'enfocaments, quan afirmen que actuen com a «teories grandiloqüents» que fan servir les pel·lícules per confirmar marcs teòrics predeterminats, en lloc d'intentar investigacions de nivell mitjà destinades a esbrinar com funcionen les pel·lícules realment. Bordwell i Carroll van encunyar el terme «teoria SLAB» per referir-se a les teories que utilitzen les idees de Ferdinand de Saussure, Jacques Lacan, Louis Althusser i/o Roland Barthes.
Alguns filòsofs han criticat el neoformalisme, sobretot Slavoj Žižek, del qual Bordwell ha estat un crític des de fa molt temps. Žižek i altres experts argumenten que el neoformalisme subestima el paper de la cultura i la ideologia en la configuració del text cinematogràfic, i que l'anàlisi hauria de revelar els valors problemàtics de les societats en què es produeixen aquestes pel·lícules.
La considerable influència de Bordwell dins dels estudis cinematogràfics ha esdevingut cabdal, i molts dels seus conceptes «han esdevingut part d'un cànon teòric en la crítica l'acadèmia cinematogràfica».
La col·lecció David Bordwell de més de cent impressions de pel·lícules de 35 mm es conserva a l'Arxiu de Films de l'Acadèmia i destaca especialment per l'extensió del seu fons de pel·lícules hongkongueses

## Obra publicada
- Bordwell, David. Filmguide to La Passion de Jeanne d'Arc.  Bloomington: Indiana University Press, 1973.
- Bordwell, David. Film Art: An Introduction.  Reading, MA: Addison-Wesley, 1979. Ninth edition, 2009.
- Bordwell, David. French Impressionist Cinema: Film Culture, Film Theory, Film Style.  Nova York: Arno Press, 1980. Reprint of 1974 Ph.D. dissertation
- Bordwell, David. The Films of Carl-Theodor Dreyer.  Berkeley: University of California Press, 1981.
- Bordwell, David. The Classical Hollywood Cinema: Film Style and Mode of Production to 1960.  Nova York: Columbia University Press, 1985.
- Bordwell, David. Narration in the Fiction Film.  Madison: University of Wisconsin Press, 1985.
- Bordwell, David. Ozu and the Poetics of Cinema.  Princeton: Princeton University Press, 1988.
- Bordwell, David. Making Meaning: Inference and Rhetoric in the Interpretation of Cinema.  Cambridge: Harvard University Press, 1989.
- Bordwell, David. The Cinema of Eisenstein.  Cambridge: Harvard University Press, 1993.
- Bordwell, David. Film History: An Introduction.  Nova York: McGraw-Hill, 1994. Third edition, 2010.
- Bordwell, David. Post-Theory: Reconstructing Film Studies.  Madison: University of Wisconsin Press, 1996.
- Bordwell, David. On the History of Film Style.  Cambridge: Harvard University Press, 1997.
- Bordwell, David. Planet Hong Kong: Popular Cinema and the Art of Entertainment.  Cambridge: Harvard University Press, 2000.
- Bordwell, David. Figures Traced in Light: On Cinematic Staging.  Berkeley: University of California Press, 2005.
- Bordwell, David. The Way Hollywood Tells It: Story and Style in Modern Movies.  Berkeley: University of California Press, 2006.
- Bordwell, David. Poetics of Cinema.  Berkeley: Routledge, 2008.
- Bordwell, David. Minding Movies: Observations on the Art, Craft, and Business of Filmmaking.  Chicago: University of Chicago Press, 2011.
- Bordwell, David. The Rhapsodes: How 1940s Critics Changed American Film Culture.  Chicago: University of Chicago Press, 2016.
- Bordwell, David. Reinventing Hollywood: How 1940s Filmmakers Changed Movie Storytelling.  Chicago: University of Chicago Press, 2017.

## Videoassaigs
- " How Motion Pictures Become the Movies 1908-1920: thirteen years that changed world cinema "
- “ CinemaScope: el miracle modern que veus sense ulleres! ”
- " Hou Hsiao-hsien: restriccions, tradicions i tendències "